# Oberbözberg
Oberbözberg fue hasta el 31 de diciembre de 2012 una comuna suiza del cantón de Argovia, situada en el distrito de Brugg. Desde el 1 de enero de 2013 parte de la comuna de Bözberg.

## Historia
La comuna de Oberbözberg fue creada en 1872 de la escisión de la comuna de Bözberg, que fue separada en Oberbözberg y Unterbözberg. El 2 de diciembre de 2011 la Asamblea Comunal aprobó la fusión con las comunas vecinas de Gallenkirch, Linn y Unterbözberg. El 11 de marzo la población se pronunció mediante una votación en la que aprobaron la fusión por 237 a favor y 51 votos en contra. La nueva entidad creada tomó el nombre de Bözberg.

## Geografía
La localidad se encuentra situada en la frontera entre la meseta suiza y la cordillera del Jura. La antigua comuna limitaba al norte con las comunas de Mönthal y Remigen, al este con Riniken, al sur con Unterbözberg, y al oeste con Effingen.

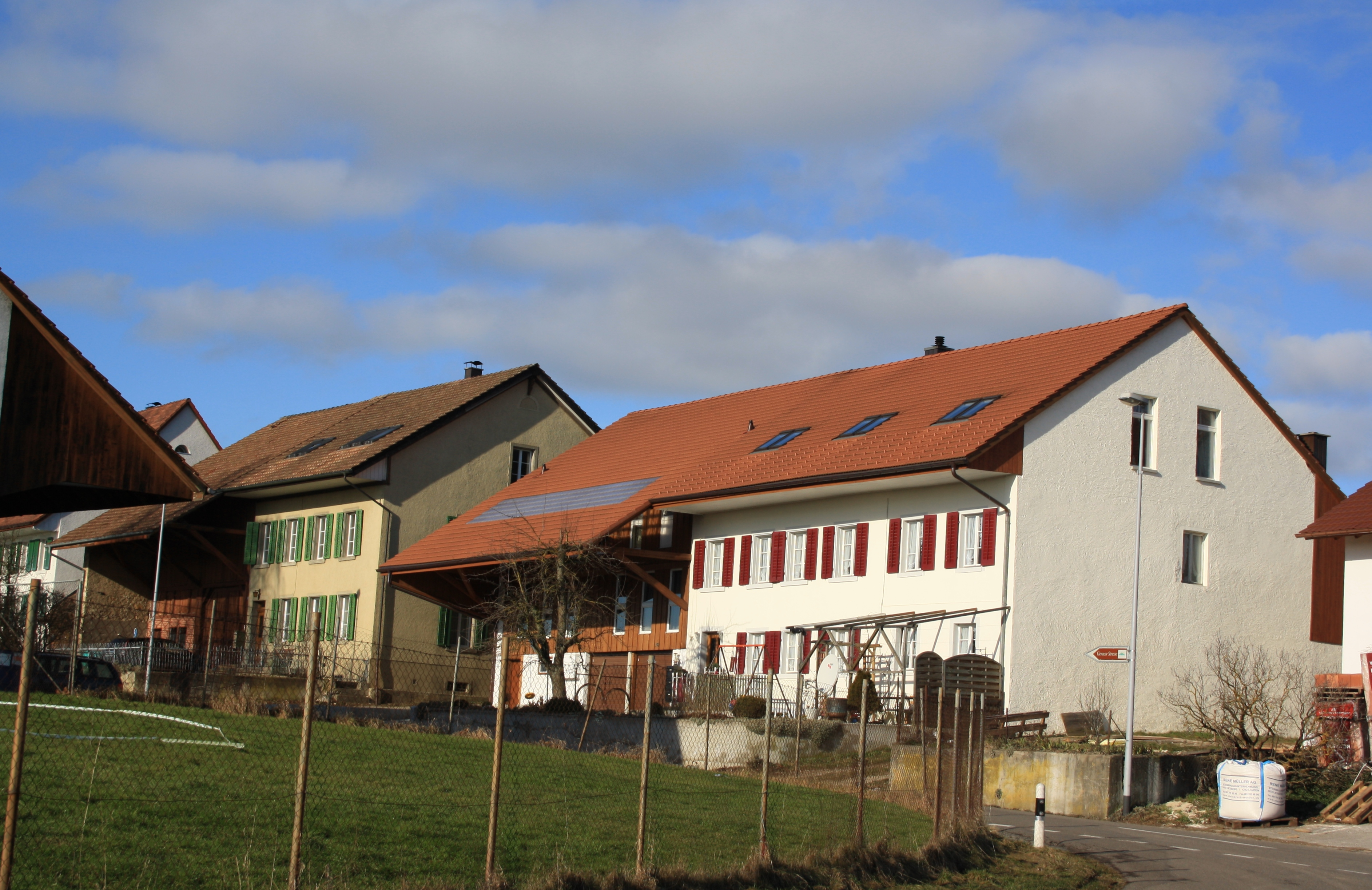
Oberbözberg.